# Oreneta de ribera ullvermella
L'oreneta de ribera ullvermella(Pseudochelidon eurystomina) és una espècie d'ocell de la família dels hirundínids (Hirundinidae). Habita principalment els boscos de la conca del Riu Congo, a la República del Congo, República Democràtica del Congo i Gabon. Els seus hàbitats són les sabanes seques, els cursos d'aigua i les zones humides. El seu estat de conservació no ha estat evaluat a causa de les dades insuficients.